# Yvonne Hopf
Yvonne Hopf (* 1977 oder 1978) ist eine ehemalige deutsche Behindertensportlerin.

## Werdegang
Yvonne Hopf ist eine ehemalige, sehbehinderte Spitzenschwimmerin im Freistil, Rückenschwimmen und auch im Lagenschwimmen. Sie schwamm dabei im Behindertenschwimmen Strecken über 50 und 100 Meter im Einzel als auch in der Staffel.
Wegen ihrer hervorragenden Leistungen wurde sie in die deutsche Behindertennationalmannschaft berufen. 1992 gewann sie bei den Sommer-Paralympics in Barcelona eine Goldmedaille über 200 m Lagen, sowie zwei Silber- und zwei Bronzemedaillen. Bei den IPC Swimming World Championships 1994 in Malta gewann sie über 50 m Freistil und wurde dreimal Zweite. Als 18-Jährige nahm sie an den Paralympischen Sommerspielen 1996 in Atlanta teil, wo sie in der Startklasse B3 insgesamt fünf Goldmedaillen und eine Silbermedaille gewann.
Zunächst siegte sie über die Strecke von 50 m Freistil. In dieser Disziplin stellte sie mit 27,38 Sekunden einen Weltrekord auf (in der Klasse S13), der erst 2016 durch Anna Stetsenko gebrochen wurde. Es folgte der Sieg über 100 m Rücken. Danach erschwamm Hopf den 1. Platz im Freistil über die Distanz von 100 m. Nach diesen Siegen in den Einzelwettbewerben erschwamm sie mit der 100-m-Freistilstaffel in der Besetzung Hopf, Daniela Röhle, Birgit Beeker und Daniela Henke den Olympiasieg. Zum Abschluss erkämpften sie und die deutsche 4 × 100-m-Lagenstaffel in derselben Besetzung eine weitere Goldmedaille. Eine sechste Goldmedaille im 100 m Schmetterling wurde in einer umstrittenen Entscheidung aberkannt, da sie nach dem Rennen wegen eines Wendefehlers disqualifiziert wurde. Über 200 m Lagen gewann sie eine Silbermedaille.
Für ihre Olympiasiege wurden Yvonne Hopf und ihre Staffelkameradinnen vom Bundespräsidenten mit dem Silbernen Lorbeerblatt ausgezeichnet.
1998 wurde bei einer Augenuntersuchung festgestellt, dass Hopf eine Sehschärfe über den erlaubten zehn Prozent hatte, woraufhin sie ihre Karriere als Blindensportlerin beenden musste.